# Murad I
Murad I (ur. 29 czerwca 1326, zm. 15 czerwca 1389 na Kosowym Polu) – sułtan z dynastii Osmanów panujący w latach 1362-1389. Był pierwszym władcą Osmanów, który oficjalnie używał tytułu sułtana.

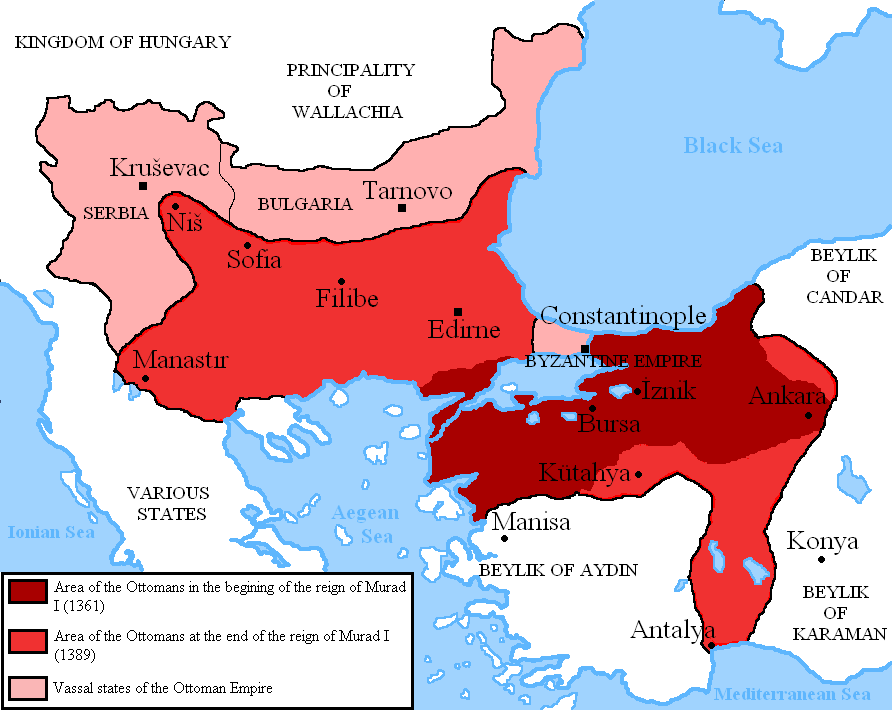
Władztwo osmańskie w latach panowania Murada I (1361-1389)

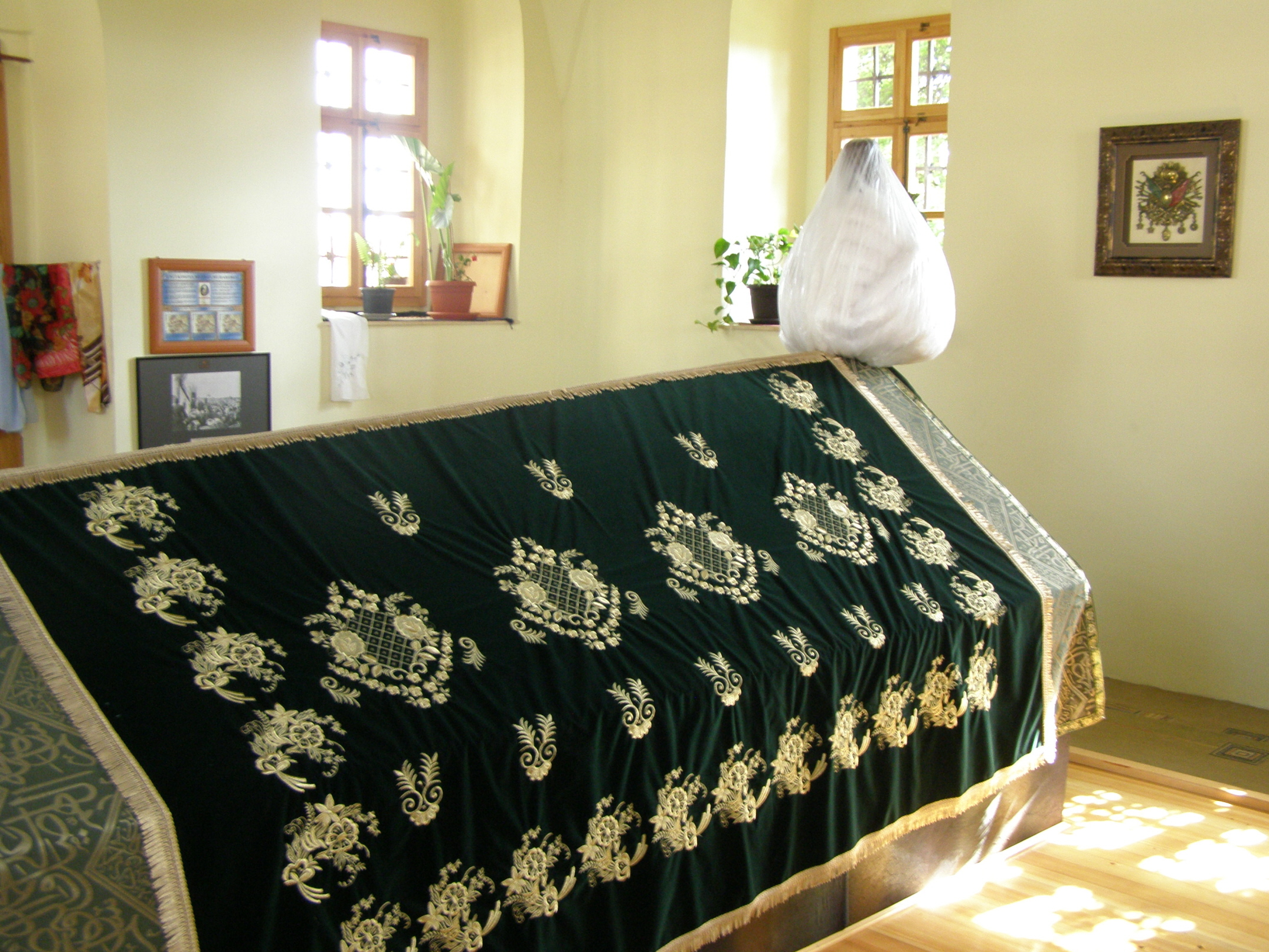
Grób Murada I w meczecie na Kosowym Polu

Syn Orchana, ojciec Bajazyda I Błyskawicy. Objął władzę po śmierci ojca. Skonsolidował wewnętrznie swe ziemie, powołał organ administracji centralnej, tzw. Dywan oraz instytucję wielkiego wezyra, uformował zawodową gwardię przyboczną sułtana – korpus janczarski, rekrutujący się z pochodzących z branki młodzieńców chrześcijańskich, wprowadził instytucję timarów, powołał sąd wojskowy (kadiasker).
Kontynuował ekspansywną politykę zagraniczną. Z powodzeniem walczył z emiratem Karamanidów w Anatolii. W Europie jego wojska postępowały w głąb Tracji, opanowując m.in. Adrianopol i Płowdiw; w 1371 pokonały koalicję wojsk chrześcijańskich w bitwie nad Maricą, a w 1385 zdobyły Sofię, rok później Nisz. Postępy armii Murada I zostały przejściowo zahamowane dzięki zwycięstwu Serbów w bitwie pod Plocznikiem (1387), ostatecznie jednak narzucił on zwierzchność osmańską niemal całym Bałkanom. Podbite terytoria zorganizował w prowincje Anatolii i Rumelii, narzucił zależność trybutarną cesarstwu bizantyjskiemu i Serbii. Przeniósł stolicę do Adrianopola.
Zginął w czasie bitwy na Kosowym Polu, według tradycji zabity zatrutym sztyletem przez jednego z serbskich rycerzy, Miloša Obilicia.